# Rhinanthus personatus
Rhinanthus personatus är en snyltrotsväxtart som först beskrevs av Werner Behrendsen, och fick sitt nu gällande namn av Beguinot. Rhinanthus personatus ingår i släktet skallror, och familjen snyltrotsväxter. Inga underarter finns listade i Catalogue of Life.